# Municipio de Hunter (Dakota del Norte)
El municipio de Hunter (en inglés: Hunter Township) es un municipio ubicado en el condado de Cass en el estado estadounidense de Dakota del Norte. En el año 2010 tenía una población de 64 habitantes y una densidad poblacional de 0,72 personas por km².

## Geografía
El municipio de Hunter se encuentra ubicado en las coordenadas 47°12′10″N 97°15′59″O / 47.20278, -97.26639. Según la Oficina del Censo de los Estados Unidos, el municipio tiene una superficie total de 89.05 km², de la cual 88,88 km² corresponden a tierra firme y (0,19 %) 0,17 km² es agua.

## Demografía
Según el censo de 2010, había 64 personas residiendo en el municipio de Hunter. La densidad de población era de 0,72 hab./km². De los 64 habitantes, el municipio de Hunter estaba compuesto por el 100 % blancos. Del total de la población el 0 % eran hispanos o latinos de cualquier raza.